# Баррету, Жуан ди Деус Мена
Жуа́н ди Де́ус Ме́на Барре́ту (порт. João de Deus Mena Barreto; 30 июля 1874, Порту-Алегри, Бразильская империя — 25 марта 1933, Рио-де-Жанейро, Бразилия) — бразильский военный и государственный деятель, один из членов военной хунты, управлявшей Бразилией в период с 24 октября по 3 ноября 1930 года.

## Биография
Жуан ди Деус Мена Баррету родился в семье потомственного военного Жозе Луиса Мена Баррету. Военную карьеру Жозе начал в 16 лет, поступив в военное училище в Порту-Алегри в 1890 году. Через три года он покинул училище и в 1893—1895 годы участвовал в революции федералистов. Позже учился в военной школе в Рио-де-Жанейро.
Некоторое время в 1911 году Жуан служил помощником своего дяди, военного министра Антониу Адолфу да Фонтуры Мена Баррету. В 1915 году получил звание подполковника и был назначен командиром 4-го пехотного полка в Куритибе. В 1918 году был переведён в Рио-де-Жанейро. В начале 20-х годов активно участвовал в подавлении восстаний тенентистов.
В 1930 году, во время революции, стал членом военной хунты, управлявшей страной после свержения Вашингтона Луиса. Позже возглавлял Верховный военный суд Бразилии.